# Frecska János
Frecska János, névváltozata: Frcska János (Szarvas, 1889. június 9. – Budapest, 1969. október 17.) magyar építész.

## Élete
Frcska János tímár és Sápszki Zsuzsanna fiaként született. Elemi és középiskolai tanulmányait szülővárosában végezte, majd a Budapesti Felső Építő Ipariskola diákja lett, ahol 1909-ben szerzett bizonyítványt. Ezt követően Sándy Gyulánál helyezkedett el rajzolóként. Az első világháborúban hadnagyként szolgált, s több kitüntetésben részesült. A háborút követően a József Műegyetemen építészmérnöki oklevelet szerzett. 1923 elején elnyerte a Futura Rt. által rendelkezésére bocsátott 100 000 koronás külföldi tanulmányi ösztöndíjat. 1927 júniusában a Budapesti Mérnöki Kamara tagjává választották.
Budapesten működtetett építészi irodát. 1910 körültől kezdett épületeket tervezni. Kezdetben csak díjakat kapott tervpályázataira, később több épülete meg is valósulhatott.
A két világháború közötti híres alkotása a Magyarországon ritka art déco stílusban emelt Kőbányai evangélikus templom. Az ugyanebből az időből való hódmezővásárhelyi bérházánál ugyanakkor a szokványos eklektikus stílust követte.
Frecska részt vett Liber Endre kislakásépítési programjában is egy bérház építésével (közelebbi helye nem ismert).

## Ismert épületei
- 1928: városi bérház, Hódmezővásárhely, Hódi Pál u. 1.[9]
- 1928–1929: Rákosfalvai református templom, Budapest, Kerepesi út 69.[11]
- 1929: sport-tribün (ma: Erzsébet-ligeti sporttelep), Szarvas[12]
- 1930–1931: Kőbányai evangélikus templom, Budapest, Kápolna u. 14.[8][13]
- 1932: Kakasszéki Gyógyintézet, Székkutas (építése idején még Hódmezővásárhely)[14]

### Tervben maradt épületek
- 1909: törvényszék és fogház, Kézdivásárhely (II. díj)[15]
- 1909: szálloda, Szamosújvár (II. díj)[16]
- 1909: vágóhíd, Szamosújvár (II. díj)[16]
- 1910: törvényszék, Beszterce (II. díj)[15]
- 1911: közkórház, Szombathely (III. díj, Voyta Adolffal közös mű)[16][17]
- 1911: Szent István templom, Zenta (III. díj, Voyta Adolffal közös mű?)[16]
- 1911: református egyház bérháza, Debrecen[18]
- 1927: Szabó József utcai autóbuszgarázs, Budapest[19]

## Képtár

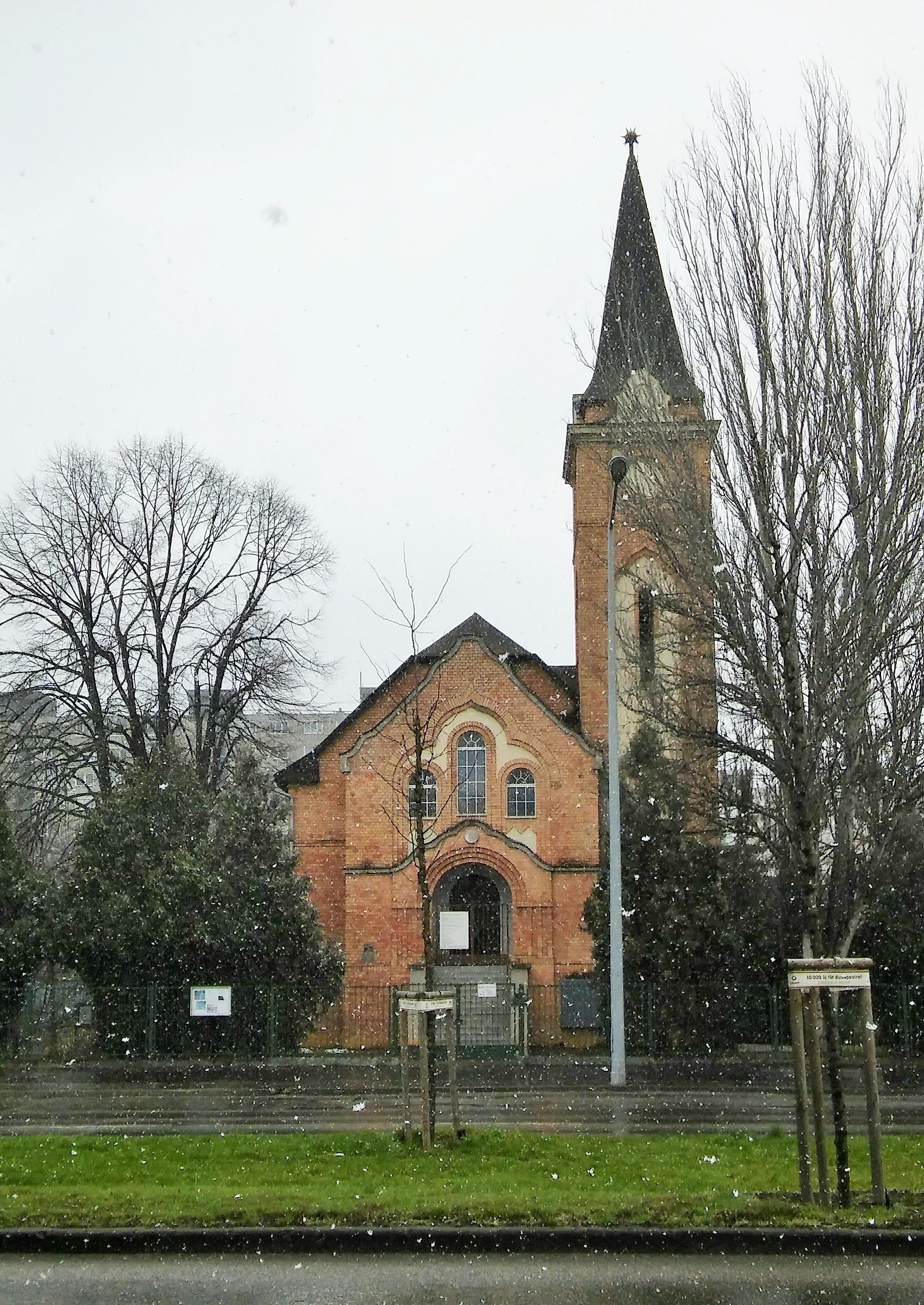
Rákosfalvai református templom, Budapest
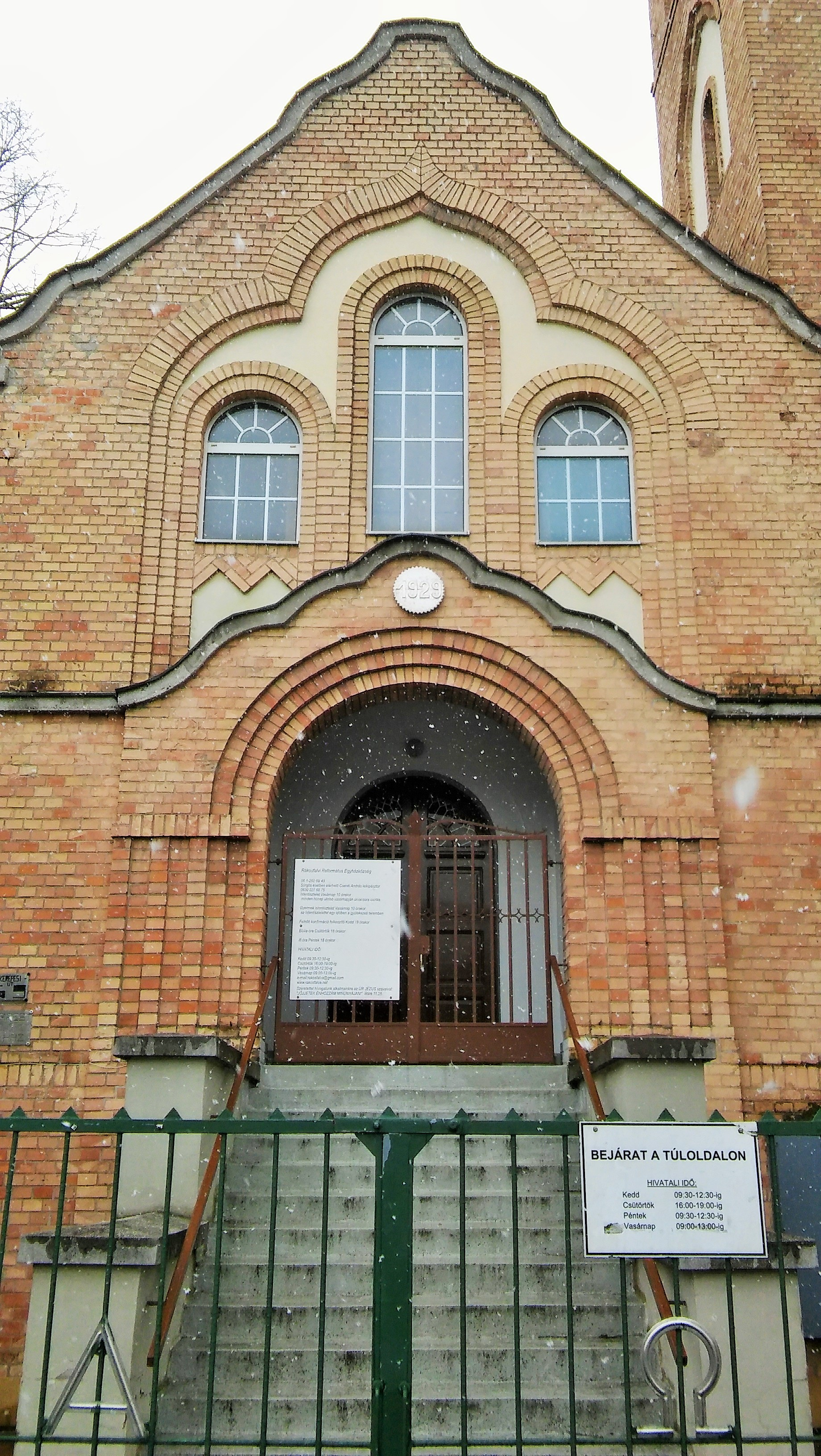
Rákosfalvai református templom, Budapest (részlet)
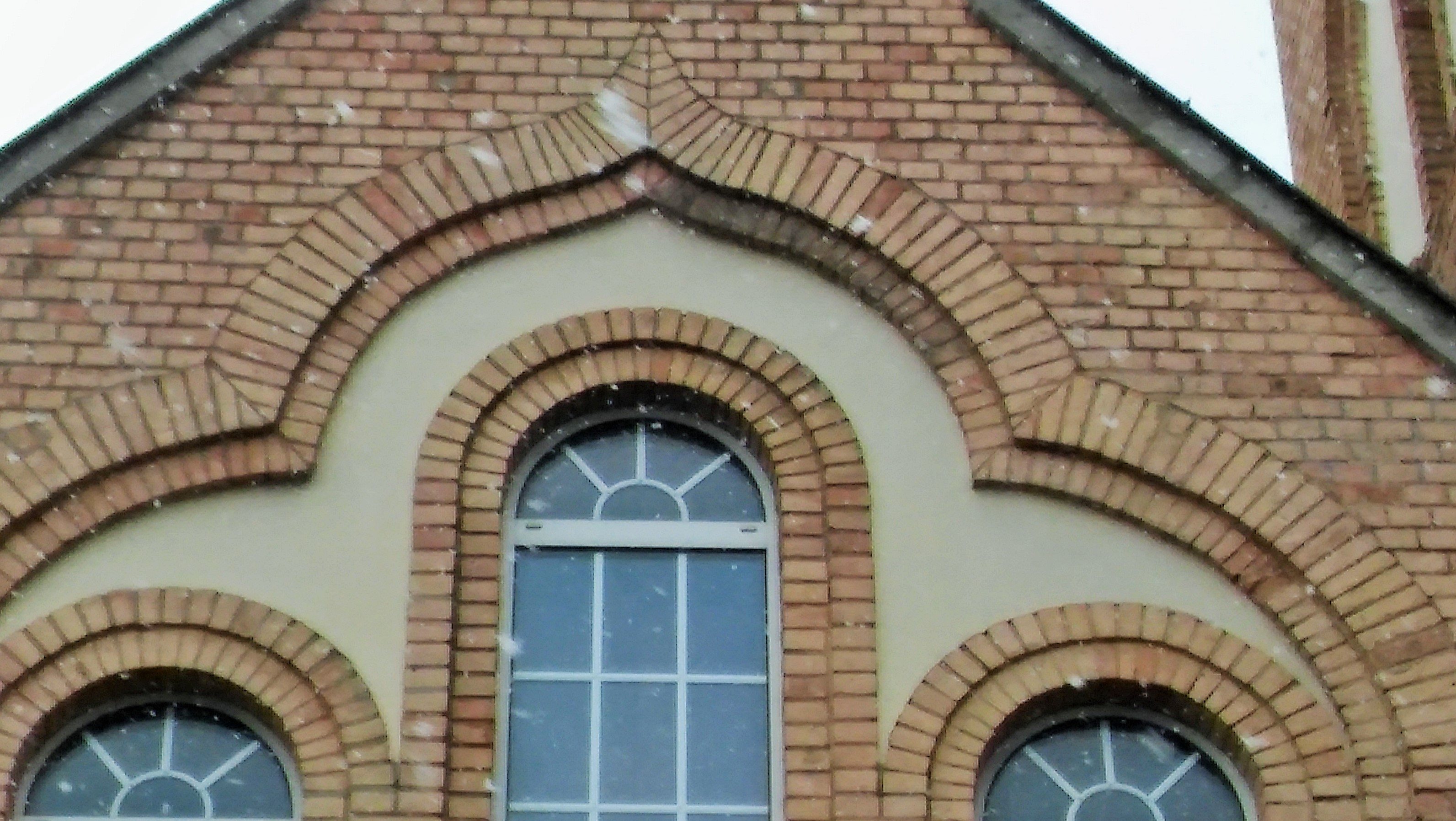
Rákosfalvai református templom, Budapest (részlet)
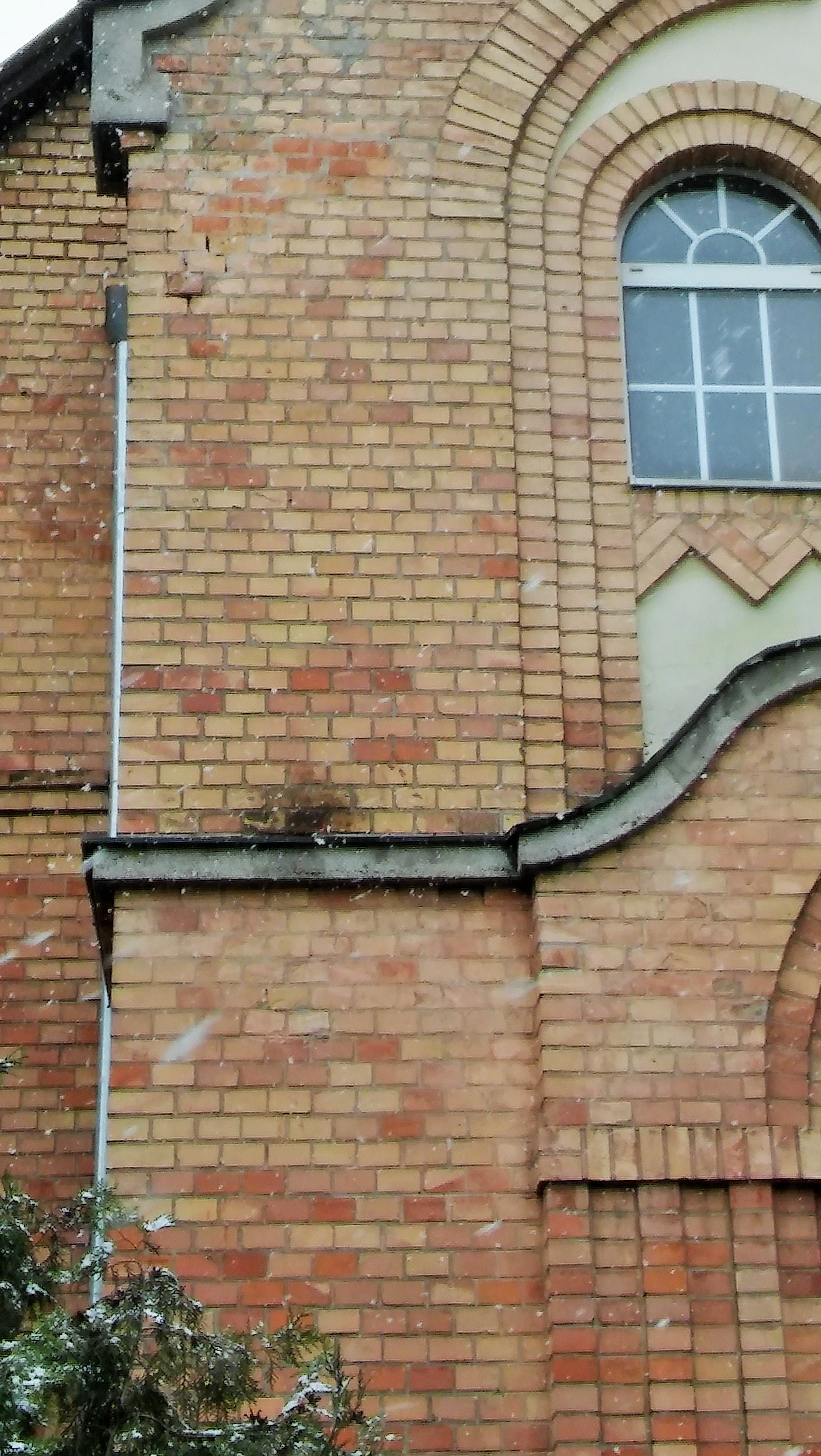
Rákosfalvai református templom, Budapest (részlet)
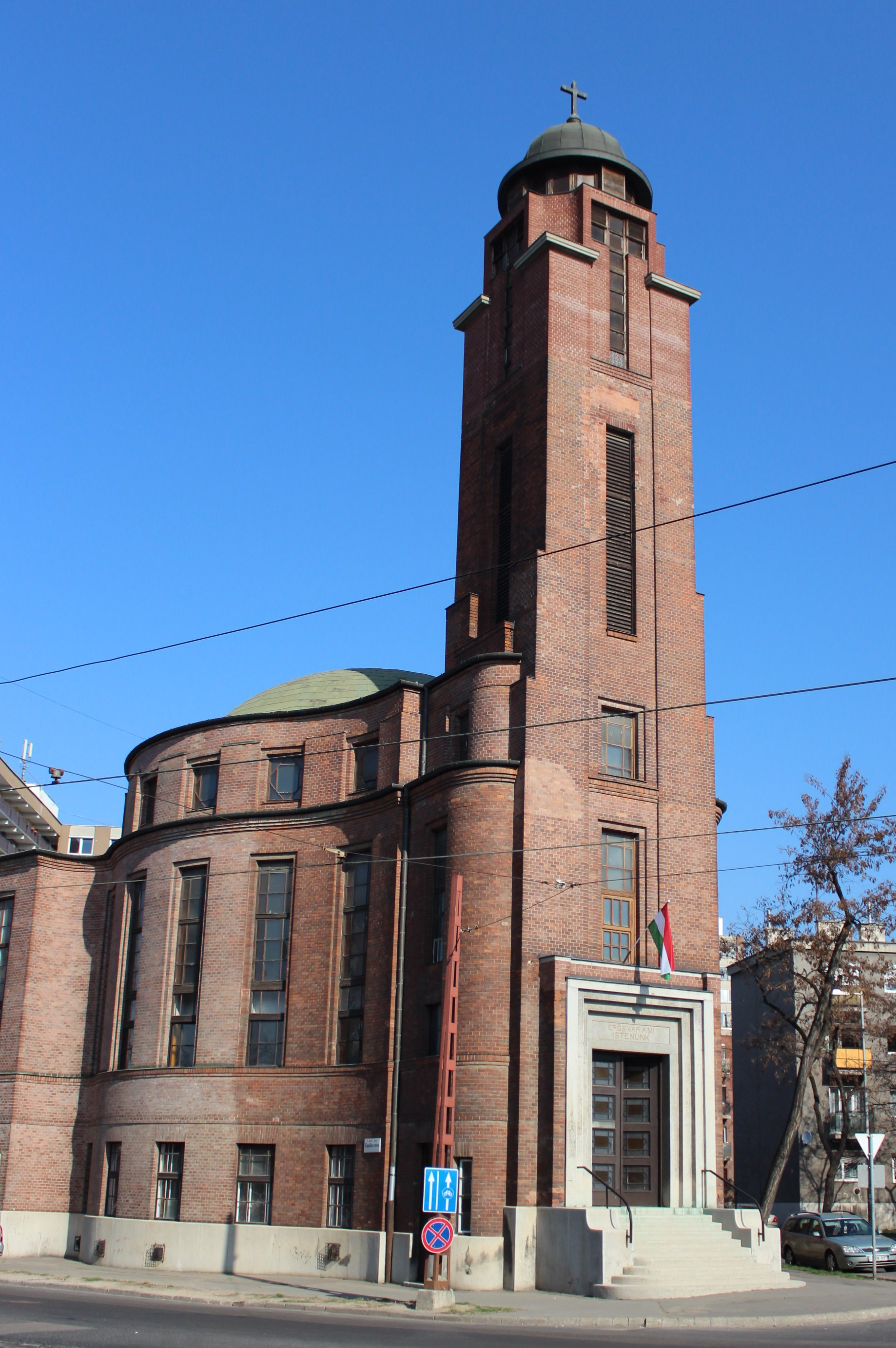
Kőbányai evangélikus templom, Budapest
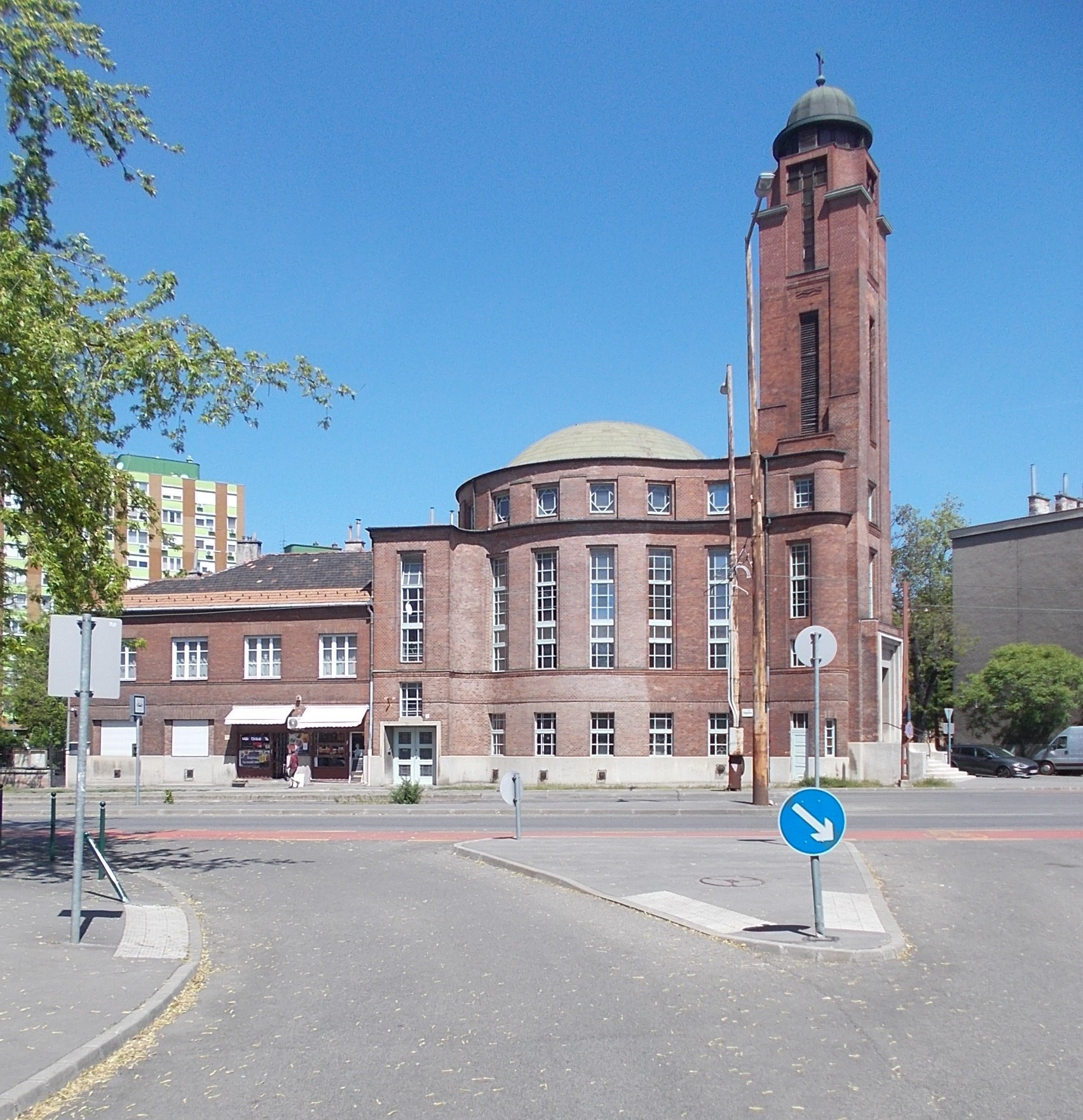
Kőbányai evangélikus templom, Budapest
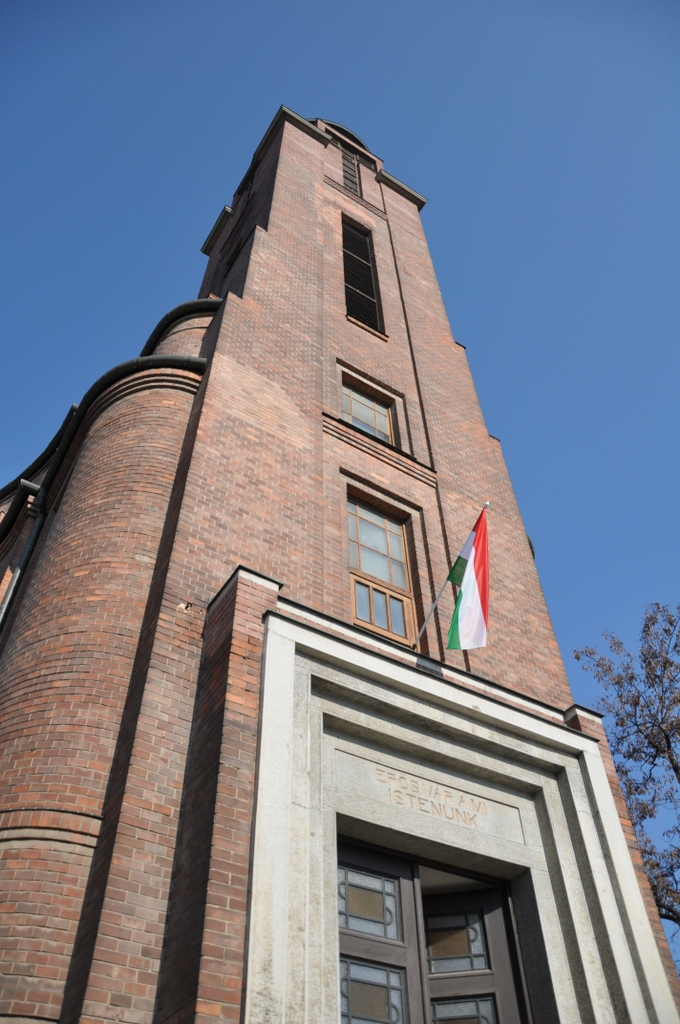
Kőbányai evangélikus templom, Budapest (részlet)
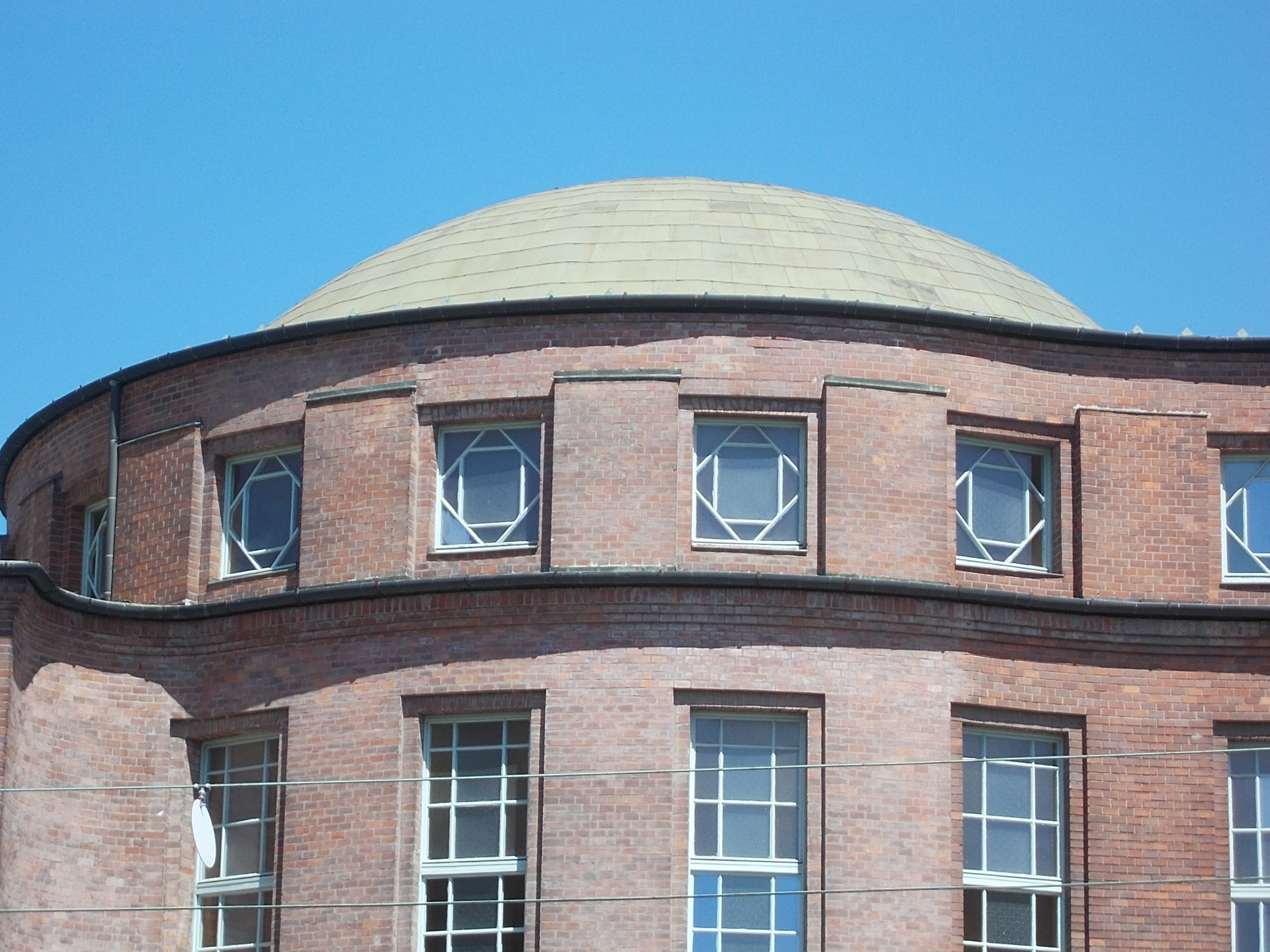
Kőbányai evangélikus templom, Budapest (részlet)
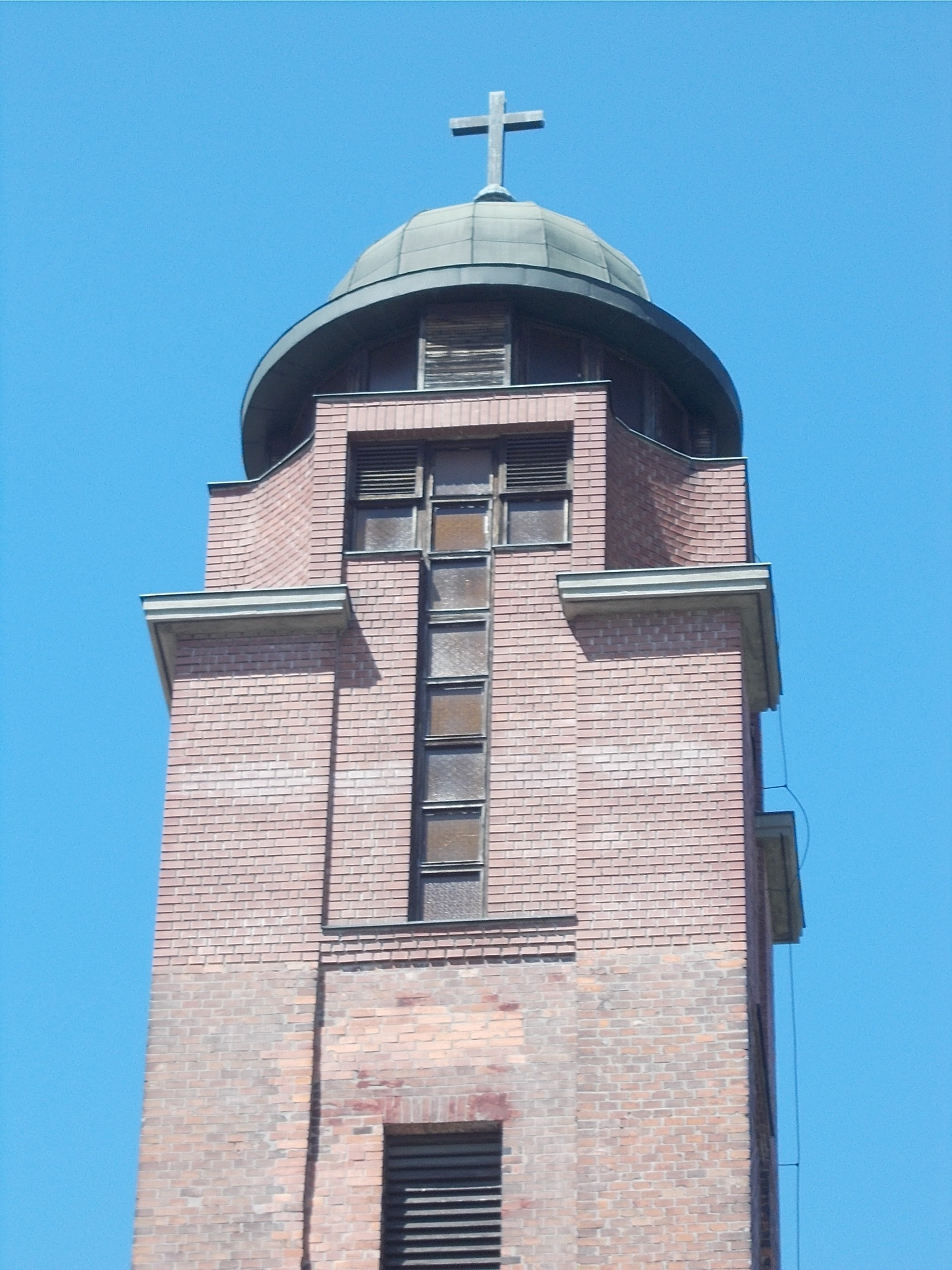
Kőbányai evangélikus templom, Budapest (részlet)
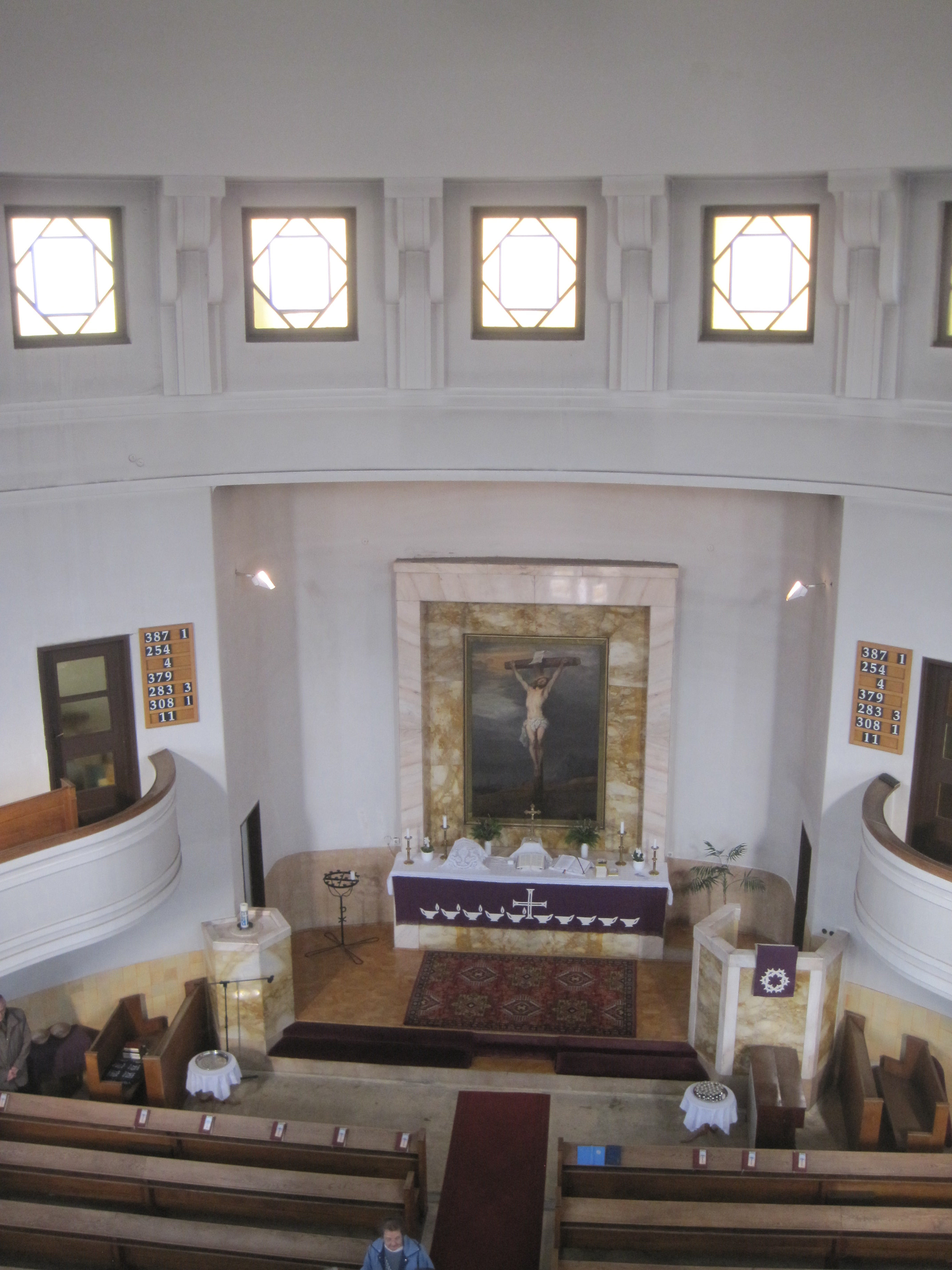
Kőbányai evangélikus templom, Budapest (belső)